# منتخب ماليزيا تحت 20 سنة لكرة القدم
منتخب ماليزيا تحت 20 سنة لكرة القدم  هو ممثل ماليزيا الرسمي في المنافسات الدولية في كرة القدم في فئة كرة قدم تحت 20 سنة للرجال
.